# (36970) 2000 SX297
2000 SX297 (asteroide 36970) é um asteroide da cintura principal. Possui uma excentricidade de 0.00909480 e uma inclinação de 13.15342º.
Este asteroide foi descoberto no dia 28 de setembro de 2000 por LINEAR em Socorro.